# Seymour Parker Gilbert
Seymour Parker Gilbert (Bloomfield, 13 de outubro de 1892 - Nova York, 23 de fevereiro de 1938) foi um advogado, banqueiro, político e diplomata norte-americano. É conhecido principalmente por ser o agente geral para reparações na Alemanha, de outubro 1924 a maio 1930. Depois, em 1931, tornou-se um associado na J. P. Morgan.

## Biografia
De 1915 a 1918, Gilbert exerceu a advocacia no escritório Cravath, Swaine & Moore em Nova York. Aos 27 anos de idade, passou a integrar o governo de Wilson, como secretário adjunto do Tesouro, e continuou trabalhando no governo Harding.
Em 1924, foi nomeado agente geral para reparações pela Comissão Aliada de Reparações. Nesta função, foi responsável pela execução do Plano Dawes. Gilbert serviu como subsecretário do Tesouro de junho de 1921 até 1923, bem como agente geral de reparações de outubro de 1924 até maio de 1930. Depois, em 1931, tornou-se associado na J. P. Morgan.